# Новые приключения Акмаля
«Но́вые приключе́ния Акма́ля» — советский музыкальный двухсерийный детский художественный фильм, выпущенный киностудией «Узбекфильм» по заказу Гостелерадио СССР. Принадлежит к наиболее интересным работам из числа телефильмов, выпущенных в 1983 году. Продолжение фильма «Акмаль, дракон и принцесса».

## Сюжет
Прошло два года со времени событий первого фильма.
Пообещавший больше никуда не сбегать Акмаль держит своё слово, однако в Сказку уходит Гузаль, и Акмаль с милиционером Нуриевым отправляются на её поиски. В Сказке выясняется, что коварный хан присвоил себе подвиг Акмаля — победу над драконом Кара-Батуром. И чтобы никто не помнил истинного героя, под страхом смерти запретил произносить его имя. Принцесса Гузаль отказалась повиноваться приказу хана, и тогда он поместил её в шатёр в середине горного озера, перекрыв для его образования все источники воды и ввергнув собственную страну в засуху.
Гузаль пробирается к принцессе, они меняются одеждой и принцесса сбегает. Разыскивая Гузаль, Акмаль и Нуриев разделяются. Акмаль попадает в плен к хану, а Нуриев встречает принцессу и принимает её за Гузаль. Вместе они отправляются во дворец хана, где принцесса похищает карту, на которой показано место, где спрятан камень-ключ, закрывающий воду.
Ведьма советует хану отпустить Акмаля с милиционером и они уходят, забрав с собой и принцессу, переодетую в Гузаль. Принцесса находит ключ и открывает источники воды, после чего Акмаль и Нуриев увозят её из Сказки, не веря той, что она — принцесса. В городе принцессу доставляют бабушке, откуда она сбегает. Скитаясь по городу, пытаясь вернуться в Сказку, принцесса знакомится с мальчиком по имени Камил, который показывает ей, что реальный мир, созданный простыми людьми ничем не хуже, а в чём-то лучше сказочной страны.
Акмаль понимает, что они увезли из Сказки настоящую принцессу и они с милиционером пускаются на её поиски. Также принцессу разыскивает ведьма, прибывшая из Сказки.
В это время в Сказке Гузаль хитростью заманивает хана и его свиту в темницу и освобождает сказочную страну. Однако хану удаётся убежать и выяснить, что Гузаль — самозванка. Единственный способ вернуть себе власть — убедить народ в том, что Гузаль — не настоящая принцесса. Для этого он просит её продемонстрировать, как она умеет вышивать, петь, готовить, тем более, что этого требует ежегодное празднество, являющееся в Сказке не просто традицией, а средством задобрить духов долины. Гузаль ничего этого не умеет и близка к провалу.
На помощь приходят волшебный садовник и ведьма, которую Акмаль с Нуриевым убедили совершать добрые дела. Она убеждает Гузаль выиграть время её единственным совпадающим с принцессой талантом к скакалке, а сама отвлекает хана и его придворных, пока принцесса мчится обратно в Сказку на волшебном коне. Принцесса демонстрирует свои умения, все убеждаются в том, что она — настоящая и передают власть хана ей. Её отцу, претендующему хотя бы на пенсию, остаётся переданный ведьмой старый совет Акмаля: «Делать добрые дела никогда не поздно».

## Музыка в фильме
В фильме звучат три песни композитора Евгения Ширяева на стихи Юрия Степчука: «Страна волшебства», «Возвращайся скорей, Акмаль!» и «Сказка».

## В ролях
- Сократ Сулейманов — Акмаль
- Дильноз Расулова — просто Гузаль / принцесса Гузаль
- Раджаб Адашев — Джахангир Нуриев, милиционер
- Ирода Алиева — ведьма
- Вахид Кадыров — хан, отец принцессы Гузаль
- Хайрулла Сагдиев — старик — волшебный садовник Атаджан-ата
- Улугбек Хамраев — Камил
- Теша Муминов, Бекзод Хамраев, Марат Рахматов, Мушрафа Касымова, 
 Георгий Татонов, Максуд Мансуров, Ориф Убайдуллаев, А. Шайхов, 
 М. Атабаев, Учкун Рахманов, Анвар Кенджаев, Сагди (Сегидход) Табибуллаев, Т. Нормухамедов, М. Мирзабеков, Саидмурад Зияутдинов, Р. Ходжаев

В эпизодах:
- А. Абдукаримов, Ф. Арифова, Н. Иманходжаева, З. Кахарова, А. Ли, Наиля Махмудова, Тухтасын Муратов, Муин Мухитдинов, Мукамбар Рахимова, Д. Султанова, С. Ташкенбаева, М. Турсунходжаева, З. Халиулина, Машраб Юнусов, Марьям Якубова
- Фарида Ходжаева - официантка в кафе-мороженое

## Съёмочная группа
- Режиссёр-постановщик: Юрий Степчук
- Автор сценария: Лев Аркадьев
- Оператор-постановщик: Лев Симбирцев
- Художник-постановщик: Игорь Гуленко
- Композитор: Евгений Ширяев
- Звукооператор: Нариман Шадиев
- Режиссёр: Марат Рахматов
- Оператор: Умар Адылов
- Художник-гримёр: Владимир Борщак
- Монтажёр: Адиба Насырова
- Комбинированные съёмки:
оператор — Б. Василенко 
художник — Х. Рашитов 
мастер-пиротехник — А. Пантюшин
- Ассистенты: 
 режиссёра — О. Убайдуллаев, А. Кузнецова 
оператора — Ш. Нурмухамедов 
художника — М. Джаббаров, Н. Тахаутдинов 
монтажёра — Л. Вайнер, А. Хабирова 
звукооператора — Э. Сеидджалилов
- Текст песен: Юрия Степчука
- Редакторы: К. Димова, А. Хван
- Музыкальный редактор: Е. Падерина
- Оркестр Госкино СССР 
Дирижёр — Э. Багиров
- Административная группа: А. Мирахмедов, Х. Сагатов
- Директор картины: Шариф Касымбаев